# Palmer, Michigan
Palmer är en ort i Marquette County i delstaten Michigan, USA.